# کارلا گیرالدو
کارلا اولاین گیرالدو کوئینترو (به انگلیسی: Carla Evelyn Giraldo Quintero) متولد ۳۰ اوت ۱۹۸۶ ‏(۳۸ سال) در مدلین که معمولاً با نام کارلا گیرالدو شناخته می‌شود، بازیگر، مدل و خوانندهٔ کلمبیایی است.
او نخستین بار در ۱۳ سالگی در نقش لولیتا در تلویزیون به تصویر کشیده شد.
او با بازی در سریال همسان که از شبکهٔ فارسی ۱ پخش شد، در ایران شناخته شد.